# Liste der Einträge im National Register of Historic Places im Wabasha County

Lage des Wabasha County in Minnesota

Die Liste der Einträge im National Register of Historic Places im Wabasha County in Minnesota führt alle Bauwerke und historischen Stätten im Wabasha County auf, die in das National Register of Historic Places aufgenommen wurden.

## Legende
| NRHP | Historic Place    |
| HD   | Historic District |

## Aktuelle Einträge
| [ 2 ] | Name                                                      | Bild                                                      | Eintragsdatum                | Lage                                                                                          | Ort                     | Beschreibung                          |
| ----- | --------------------------------------------------------- | --------------------------------------------------------- | ---------------------------- | --------------------------------------------------------------------------------------------- | ----------------------- | ------------------------------------- |
| 1     | Bear Valley Grange Hall                                   | Bear Valley Grange Hall                                   | 1989 ID-Nr. 88003089         | County Highway 3 44° 18′ 51″ N, 92° 27′ 56″ W                                                 | Zumbro Falls            |                                       |
| 2     | Bridge No. 5827-Zumbro Falls                              | Bridge No. 5827-Zumbro Falls                              | 1998 ID-Nr. 98000684         | Brücke der MN 60 über ein Flussbett 44° 16′ 59″ N, 92° 25′ 6″ W                               | Zumbro Falls            | Errichtet 1938                        |
| 3     | William H. and Alma Downer Campbell House                 | William H. and Alma Downer Campbell House                 | 1989 ID-Nr. 89000367         | 211 West 2nd Street 44° 22′ 59,1″ N, 92° 2′ 3,1″ W                                            | Wabasha                 |                                       |
| 4     | Lorenz and Lugerde Ginthner House                         | Lorenz and Lugerde Ginthner House                         | 1989 ID-Nr. 89000368         | 130 West 3rd Street 44° 22′ 56,3″ N, 92° 2′ 2,3″ W                                            | Wabasha                 |                                       |
| 5     | Grace Memorial Episcopal Church                           | Grace Memorial Episcopal Church                           | 1982 ID-Nr. 82003062         | 205 East 3rd Street 44° 22′ 52,6″ N, 92° 1′ 53,5″ W                                           | Wabasha                 |                                       |
| 6     | Hurd House-Anderson Hotel                                 | Hurd House-Anderson Hotel                                 | 1978 ID-Nr. 78001566         | 333 West Main Street 44° 23′ 5,3″ N, 92° 2′ 5,6″ W                                            | Wabasha                 |                                       |
| 7     | King Coulee Site                                          |                                                           | 1994 ID-Nr. 94000340         | Adresse nicht veröffentlicht                                                                  | Lake City               |                                       |
| 8     | Lucas Kuehn House                                         | Lucas Kuehn House                                         | 1994 ID-Nr. 89000369         | 306 East Main Street 44° 22′ 55,6″ N, 92° 1′ 45,6″ W                                          | Wabasha                 |                                       |
| 9     | Lake City and Rochester Stage Road-Mount Pleasant Section | Lake City and Rochester Stage Road-Mount Pleasant Section | 1991 ID-Nr. 91001063         | Abseits des US 63 südwestlich von Lake City 44° 24′ 10″ N, 92° 20′ 16″ W                      | Mount Pleasant Township |                                       |
| 10    | Lake City City Hall                                       | Lake City City Hall                                       | 1981 ID-Nr. 81000325         | 205 West Center Street 44° 26′ 51,4″ N, 92° 15′ 59,9″ W                                       | Lake City               |                                       |
| 11    | Lake Zumbro Hydroelectric Generating Plant                | Lake Zumbro Hydroelectric Generating Plant                | 1991 ID-Nr. 91000243         | Abseits des County Highway 21 am nördlichen Ende des Lake Zumbro 44° 12′ 47″ N, 92° 28′ 46″ W | Mazeppa Township        |                                       |
| 12    | Patrick H. Rahilly House                                  | Patrick H. Rahilly House                                  | 1975 ID-Nr. 75001032         | Rund 5 km westlich von Lake City am County Highway 15 44° 24′ 41″ N, 92° 21′ 14″ W            | Lake City               |                                       |
| 13    | Reads Landing Overlook                                    | Reads Landing Overlook                                    | 2004 ID-Nr. 04001359         | US 61 44° 24′ 36,4″ N, 92° 6′ 26,9″ W                                                         | Pepin Township          |                                       |
| 14    | Reads Landing School                                      | Reads Landing School                                      | 1989 ID-Nr. 88003217         | 3rd Street Ecke 1st Avenue 44° 24′ 4,3″ N, 92° 4′ 46,2″ W                                     | Pepin Township          |                                       |
| 15    | Clara and Julius Schmidt House                            | Clara and Julius Schmidt House                            | 1989 ID-Nr. 89000370         | 418 East 2nd Street 44° 22′ 50″ N, 92° 1′ 43″ W                                               | Wabasha                 |                                       |
| 16    | Henry S. and Magdalena Schwedes House                     | Henry S. and Magdalena Schwedes House                     | 1989 ID-Nr. 89000371         | 230 East Main Street 44° 22′ 56,3″ N, 92° 1′ 46,7″ W                                          | Wabasha                 |                                       |
| 17    | James C. and Agnes M. Stout House                         | James C. and Agnes M. Stout House                         | 1989 ID-Nr. 88003138         | 310 South Oak Street 44° 26′ 45,7″ N, 92° 15′ 57,7″ W                                         | Lake City               |                                       |
| 18    | Swedish Evangelical Lutheran Church                       | Swedish Evangelical Lutheran Church                       | 1989 ID-Nr. 88003086         | Bridge Street 44° 14′ 37″ N, 92° 17′ 47″ W                                                    | Millville               |                                       |
| 19    | Alexander Thoirs House                                    | Alexander Thoirs House                                    | 1989 ID-Nr. 89000372         | 329 West 2nd Street 44° 23′ 2″ N, 92° 2′ 9″ W                                                 | Wabasha                 |                                       |
| 20    | Wabasha Commercial Historic District                      | Wabasha Commercial Historic District                      | 1982 ID-Nr. 82003063         | Main Street zwischen Bridge Avenue und Bailey Avenue 44° 23′ 2,4″ N, 92° 1′ 57,9″ W           | Wabasha                 |                                       |
| 21    | Wabasha County Poor House                                 | Wabasha County Poor House                                 | 1982 ID-Nr. 82003064         | Hiawatha Drive 44° 21′ 54,7″ N, 92° 0′ 56,7″ W                                                | Wabasha                 |                                       |
| 22    | Walnut Street Bridge                                      | Walnut Street Bridge                                      | 2003 ID-Nr. 02001705         | Westliches Ende der Walnut Street 44° 16′ 23″ N, 92° 32′ 52″ W                                | Mazeppa                 |                                       |
| 23    | Weaver Mercantile Building                                | Weaver Mercantile Building                                | 1978 ID-Nr. 78001567         | Kreuzung von US 61 und MN 74 44° 12′ 54″ N, 91° 55′ 42″ W                                     | Weaver                  |                                       |
| 24    | Williamson-Russell-Rahilly House                          | Williamson-Russell-Rahilly House                          | 1984 ID-Nr. 84001709         | 304 Oak Street 44° 26′ 46,4″ N, 92° 15′ 58,8″ W                                               | Lake City               |                                       |
| 25    | Zumbro Parkway Bridge                                     | Zumbro Parkway Bridge                                     | 6. Nov. 1989 ID-Nr. 89001824 | Brücke der County Road 68 über den Zumbro River 44° 16′ 47″ N, 92° 25′ 19″ W                  | Zumbro Falls            | 1937 errichtete steinerne Bogenbrücke |

## Frühere Einträge
| [ 2 ] | Name                           | Bild                           | Eintragsdatum        | Lage                                                 | Ort     | Beschreibung                     |
| ----- | ------------------------------ | ------------------------------ | -------------------- | ---------------------------------------------------- | ------- | -------------------------------- |
| 1     | First Congregational Parsonage | First Congregational Parsonage | 1982 ID-Nr. 82003061 | 305 West 2nd Street 44° 17′ 12,5″ N, 92° 11′ 33,5″ W | Wabasha | 1992 aus dem Register gestrichen |